# Kreis Valga
Der Kreis Valga (estnisch: Valga maakond oder Valgamaa) ist ein Landkreis (maakond) in Estland.

## Geografie
Er liegt im südwestlichsten Teil des Landes und grenzt an die Kreise Viljandi, Tartu, Põlva, Võru und an Lettland.

## Städte und Gemeinden

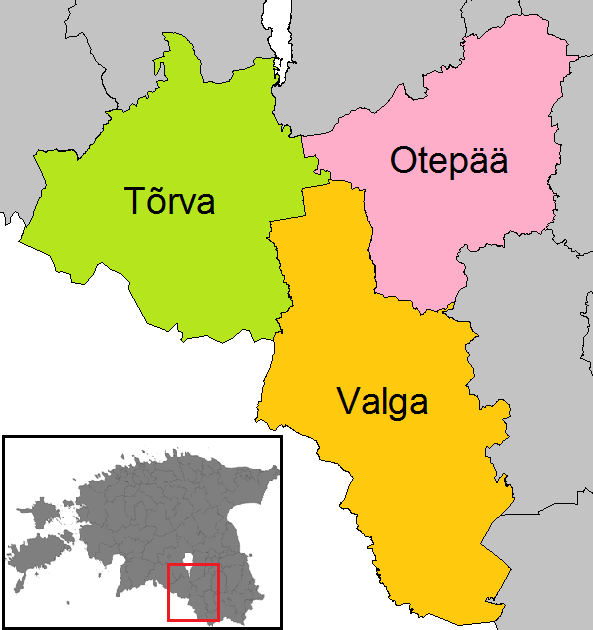
Gemeinden im Kreis Valga

Der Kreis hat seit der Verwaltungsreform 2017 drei Gemeinden.

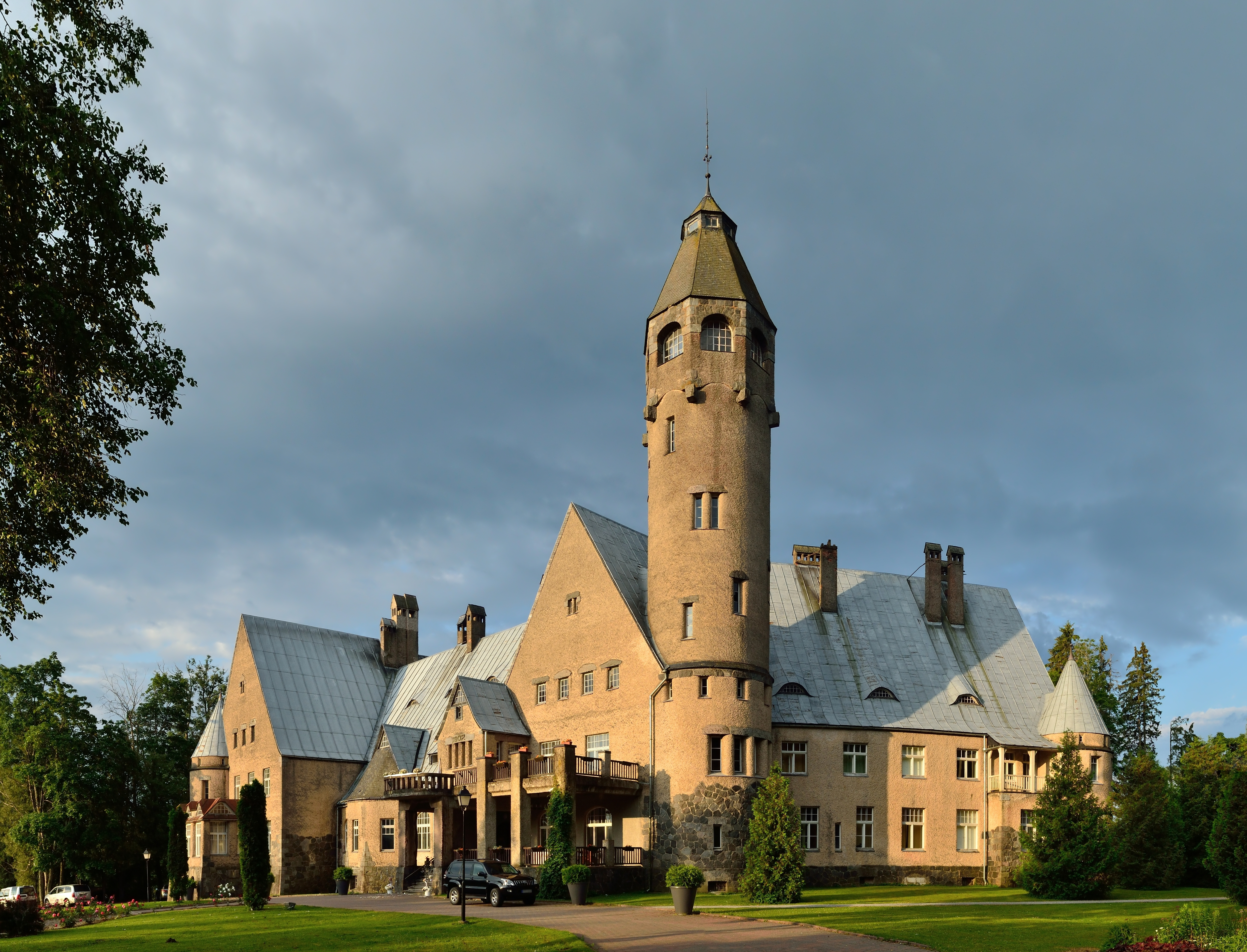
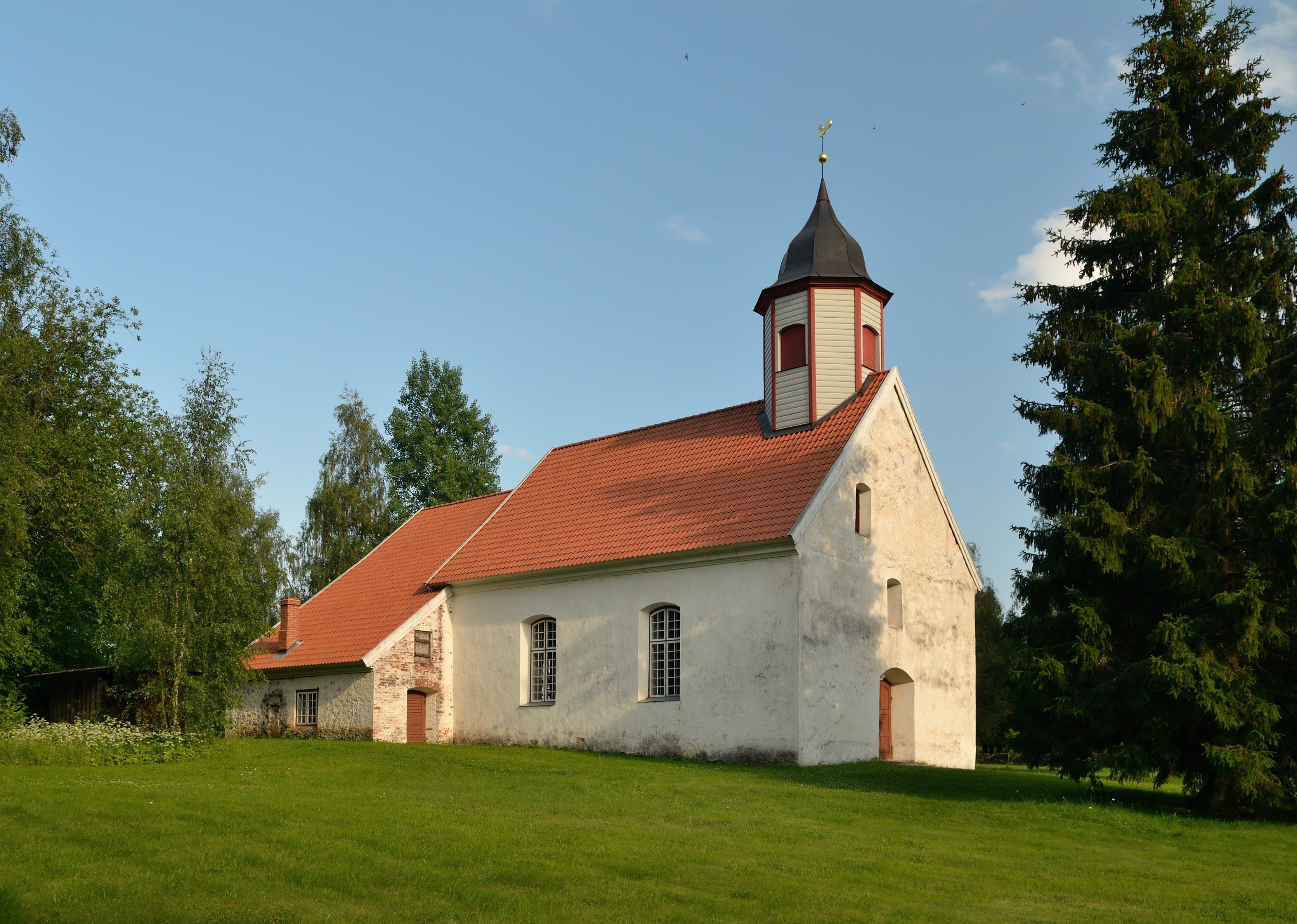
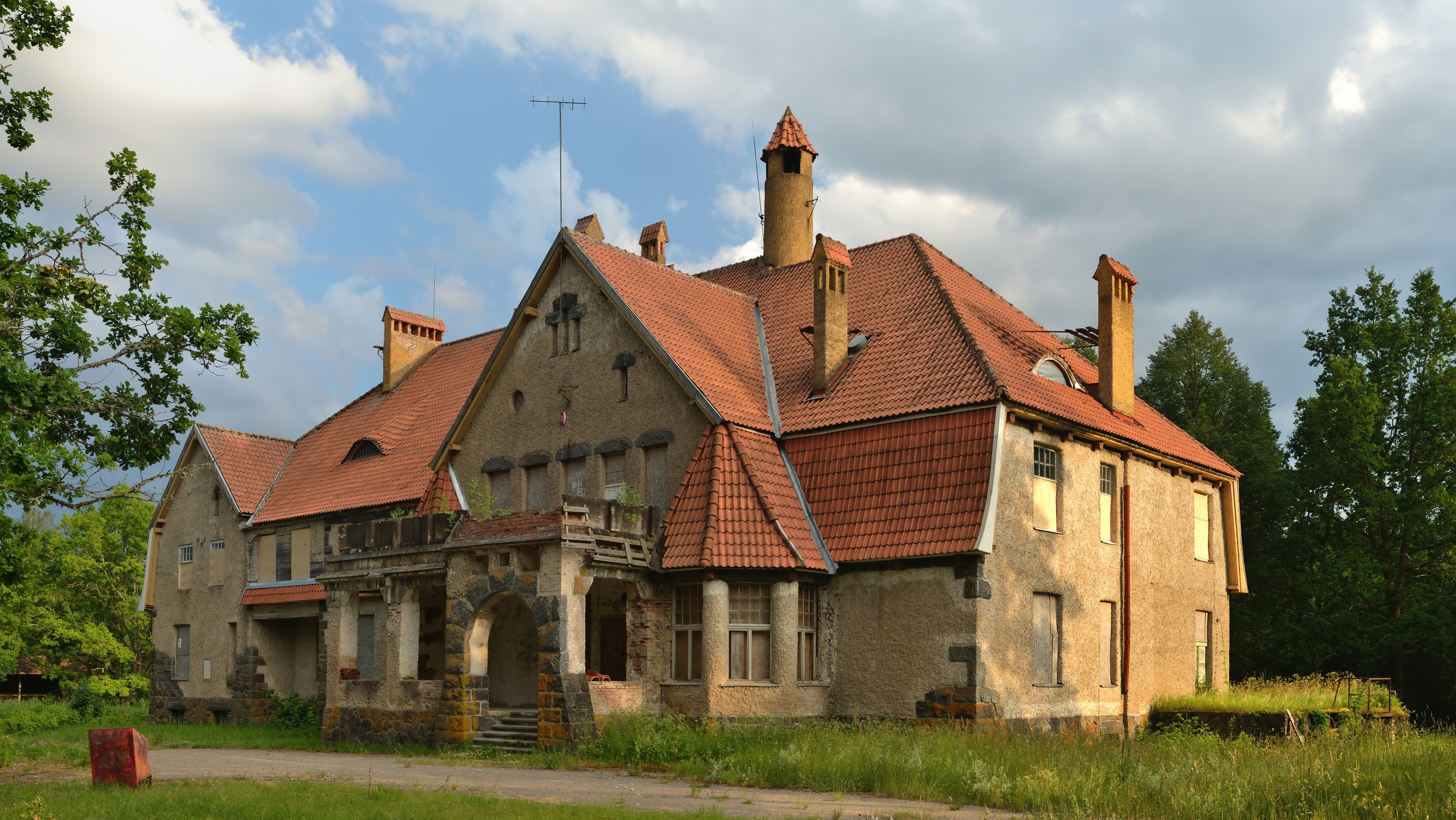
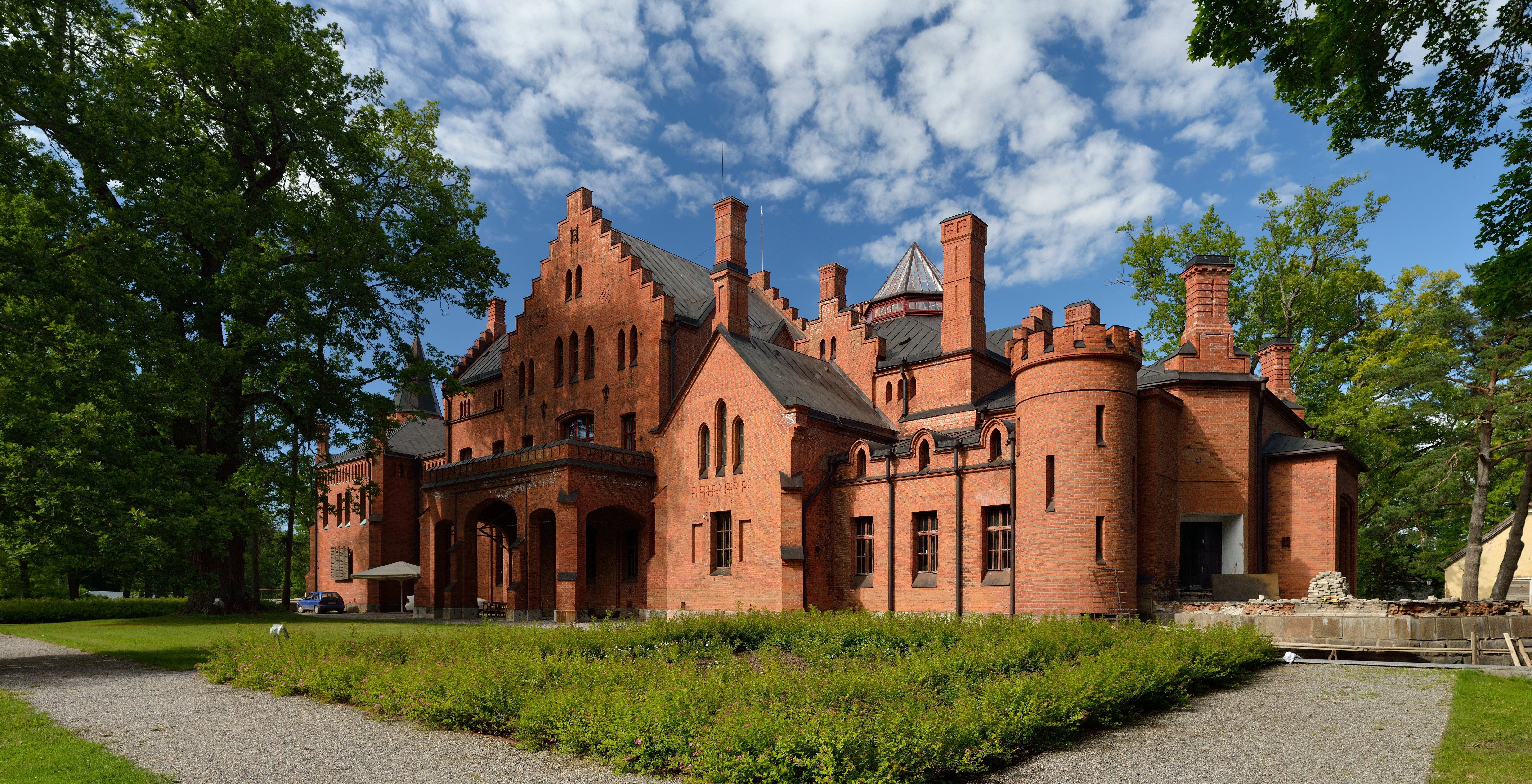
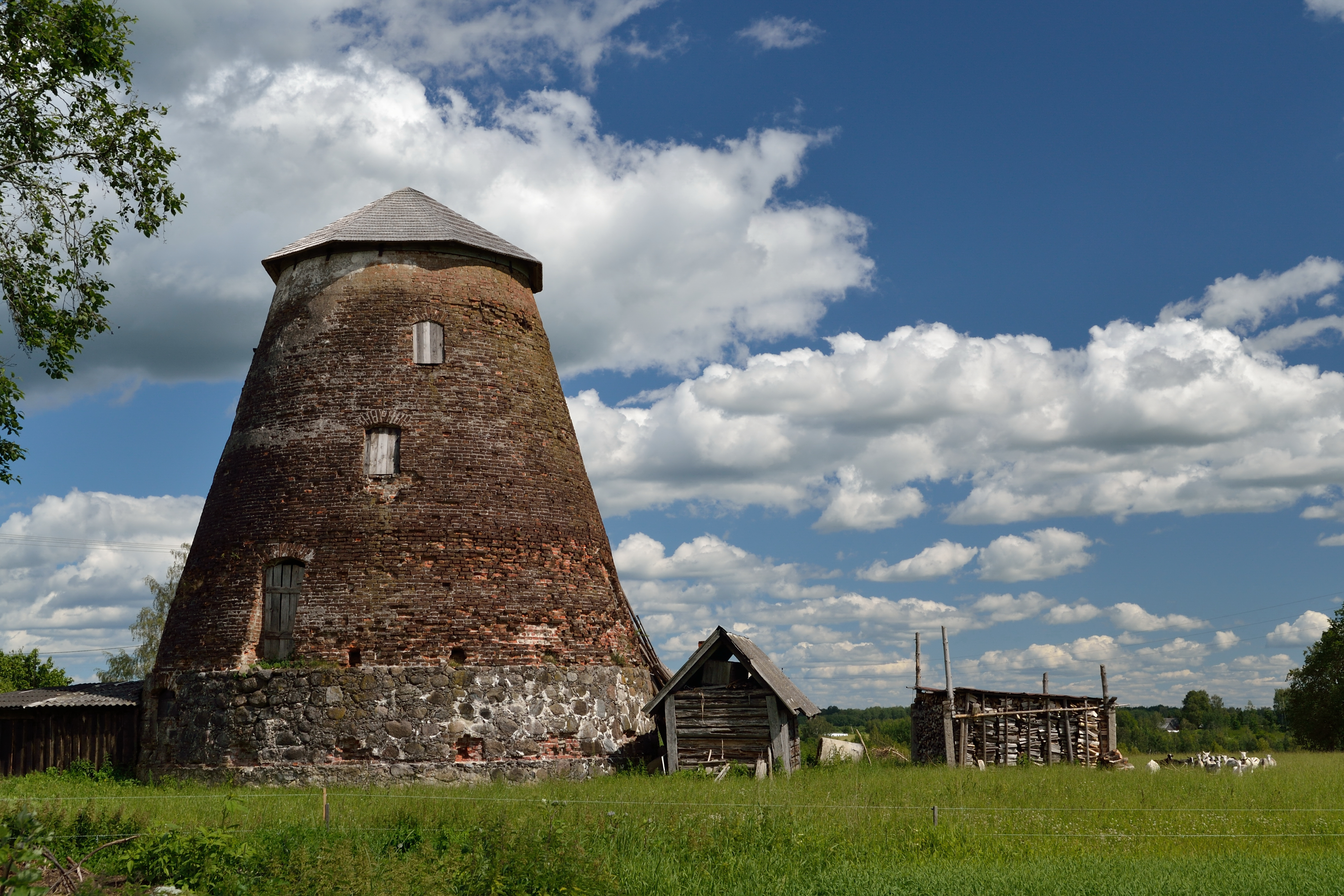
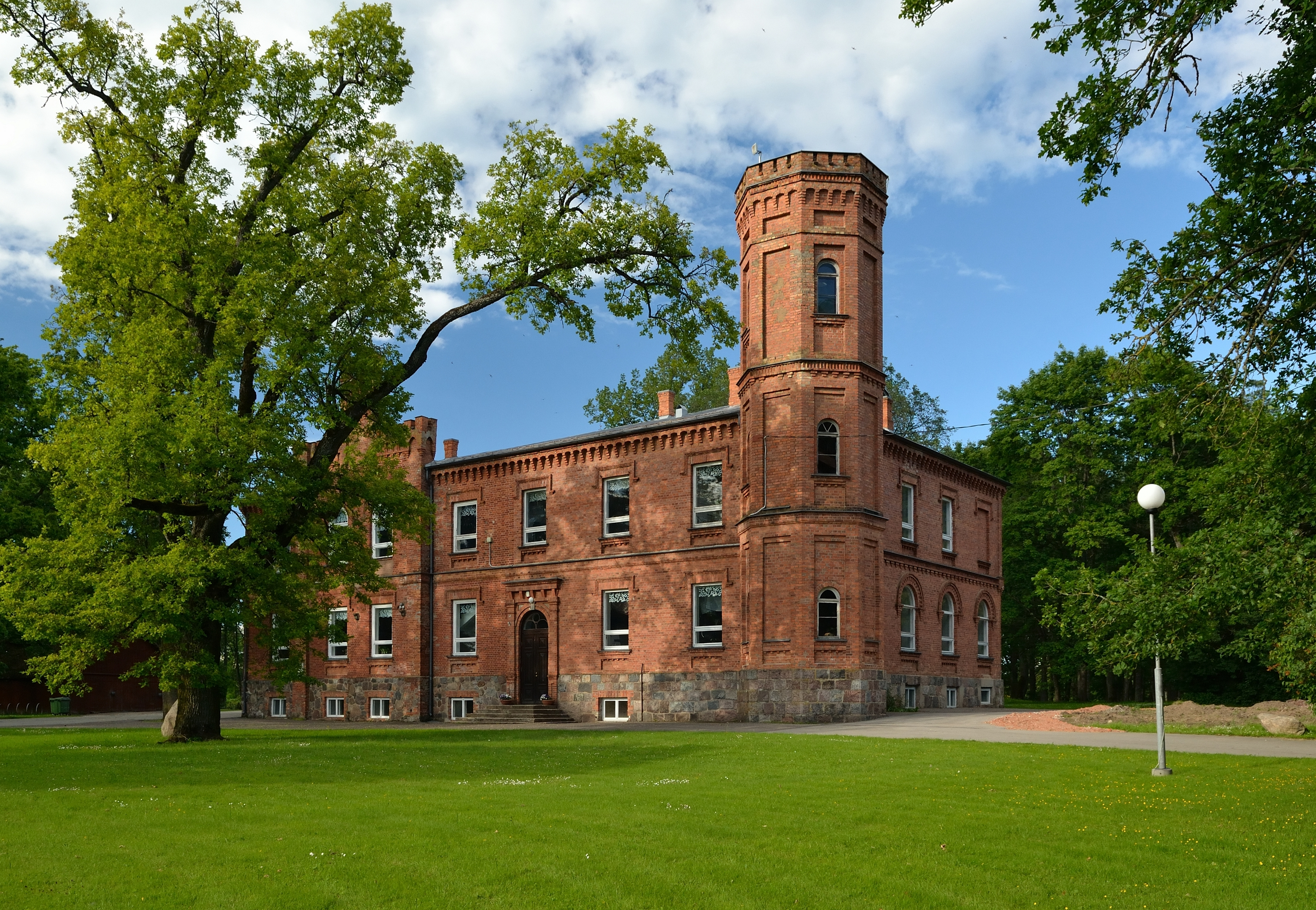

- Otepää
- Tõrva
- Valga